# Supercopa da Catalunha de 2019
A Supercopa da Catalunha de 2019 foi a 4° edição desta competição de caráter amistoso. Jogaram na partida os dois mais bem posicionados clubes catalães na tabela do Campeonato Espanhol da temporada anterior: Barcelona e Girona. A única partida que decidiu o título aconteceu no dia 06 de março de 2019, no estádio Nova Creu Alta, em Sabadell, Catalunha, na Espanha. O Girona foi campeão com o placar mínimo.

## Participantes
| Equipe    | Colocação (La Liga 2017-18) |
| --------- | --------------------------- |
| Barcelona | 1° colocado na La Liga      |
| Girona    | 10° colocado na La Liga     |

## Final
A única partida que decidiu o título entre Barcelona e Girona foi muito disputada, com o Barça estatisticamente jogando melhor, com 58,1% de posse contra 41,9% do Girona, 16 chutes contra 8 do Girona, 6 chutes ao gol contra 4 do Girona, 583 passes certos contra 430 do Girona. Apesar disso, tudo se decidiu com um pênalti, que Stuani marcou.
O pênalti foi fatal e Girona ficou com o título.
| 06 de março de 2019 | Barcelona | 0-1       | Girona           | Nova Creu Alta, Sabadell,        |
|                     |           | Relatório | Stuani 69' (pen) | Árbitro: ESP David Medié Jiménez |

## Campeão
| Supercopa da Catalunha de 2019 |
| ------------------------------ |
| Girona Futbol Club 1° titulo   |